# Apogonalia fraterna
Apogonalia fraterna är en insektsart som beskrevs av Young 1977. Apogonalia fraterna ingår i släktet Apogonalia och familjen dvärgstritar. Inga underarter finns listade i Catalogue of Life.